# لويس باستور
لويس باستور (بالفرنسية: Louis Pasteur)‏، هو عالم كيميائي فرنسي وأحد أهم مؤسسي علم الأحياء الدقيقة في الطب، ويُعرف بدوره المميز في البحث عن سبب الأمراض وطرق الوقاية منها. ساهمت اكتشافاته الطبية بتخفيض معدل وفيات حمى النفاس وإعداد لقاحات مضادة لداء الكلب والجمرة الخبيثة، كما دعمت تجاربه نظرية جرثومية المرض. كان يُعرف لدى عامة الناس بسبب اختراعه طريقة لمعالجة الحليب والنبيذ لمنعها من التسبب في المرض، وهي العملية التي أطلق عليها لاحقا مصطلح البسترة. يُعتبر باستور أحد أهم مؤسسي علم الأحياء الدقيقة إلى جانب كوهن فرديناند وروبرت كوخ.
لدى باستور أيضا العديد من الاكتشافات في مجال الكيمياء، وأبرزها الأساس الجزيئي لعدم تماثل بلورات معينة. يقع جثمانه في معهد باستور في باريس في قبو مذهل يصور إنجازاته على شكل فسيفساء بيزنطية.

## نشأته
ولد لويس باستور في 27 ديسمبر 1822 لعائلة فقيرة تعمل في دباغة جلود الحيوانات في مدينة دول في فرنسا وترعرع في بلدة Arbois. وربما غرس ذلك لدى باستور مبدأ الوطنية القوية في شبابه وكان ذلك في وقت لاحق من العناصر المحددة لشخصيته. كان الابن الثالث لأبيه جان جوزيف باستور وأمه جان إتيان روكي. عمل أبوه رقيبا في جيش نابوليون ثم امتهن الدباغة. وكان لويس باستور طالبًا متوسط المستوى في سنواته الدراسية الأولى، ولكن برز نبوغه في الرسم والتصوير. في وقت لاحق تم الاحتفاظ برسوماته الباستيل التي أنجزها عندما كان عمره 15 عامًا وصور والديه وأصدقائه في متحف معهد باستور في باريس. حصل على درجة بكالوريوس آداب سنة 1840 ودرجة بكالوريوس علوم سنة 1842 من المدرسة العليا للأساتذة، وحصل على الدكتوراه سنة 1847. أصبح باستور أستاذ كيمياء في جامعة ستراسبورغ بعد أن قضى فترة وجيزة كأستاذ فيزياء في ثانوية ديجون في عام 1848، حيث التقى وتودد إلى لوران ماري، ابنة رئيس الجامعة في عام 1849. تزوجا في 29 مايو 1849 وأنجبا خمسة أطفال، توفي منهم ثلاثة لإصابتهم بالتيفوئيد. استمد باستور من هذه المآسي الشخصية رغبته في التوصل إلى علاج أمراض مثل التيفوئيد.

## إسهاماته العلمية

### نظرية تخمر الجراثيم
أظهر باستور أن سبب عملية التخمر هو نمو الكائنات الحية الدقيقة، وأن النمو الناشئ للبكتيريا في سوائل المغذيات لا يعود إلى التولد الذاتي، وإنما إلى النشوء الحيوي خارج الجسم، حيث قام بتعريض السائل المغلي في الهواء في أوعية تحتوي على فلتر لمنع جميع الجزيئات من الوصول إلى مرحلة النمو المتوسط مع دخول الهواء عبر أنبوب متعرج طويل لا يسمح لجزيئات الغبار بالمرور. لاحظ باستور عدم نمو أي شيء في السائل إلا إذا تم كسر وفتح القوارير، لذا توصل إلى أن الكائنات الحية كجراثيم الغبار التي نمت في السائل جاءت من الخارج بدلا من تولدها تلقائيا داخل السائل. وكانت هذه إحدى أهم وآخر التجارب لدحض نظرية التولد الذاتي. كما دعمت تلك التجربة نظرية جرثومية المرض.
لم يكن باستور أول من جاء بنظرية جرثومية المرض (فقد اقترحها كل من جيرولامو فراكاسترو، وأغوستينو باسي، وفريدريك جوستاف جاكوب هنلي وغيرهم في وقت سابق)، إلا أن باستور قام بإجراء التجارب التي تبين بوضوح صحة تلك النظرية وتمكن من إقناع معظم دول أوروبا بصحتها. يعتبر باستور في يومنا هذا أنه منشئ نظرية جرثومية المرض وعلم الجراثيم، إلى جانب روبرت كوخ.
كما بينت بحوث باستور أن نمو الكائنات الدقيقة هو المسؤول عن إفساد المشروبات مثل النبيذ والجعة والحليب. بالإضافة إلى أنه أوجد عملية يتم فيها تسخين السوائل مثل الحليب للقضاء على معظم البكتيريا والعفن الموجود بالفعل داخله. أنجز باستور أول تجربة بالتعاون مع كلود برنار في 20 أبريل 1862. بعد ذلك بوقت قصير سميت هذه العملية باسم البسترة.
استنتج باستور من فكرة فساد المشروبات أن الكائنات الحية الدقيقة التي تصيب الحيوانات والبشر تسبب الأمراض. اقترح وجوب منع دخول الكائنات الدقيقة في جسم الإنسان، مما قاد جوزف ليستر لتطوير أساليب التطهير في الجراحة.
في عام 1865، تسبب كل من داء pébrine وflacherie وهي أمراض طفيلية بقتل أعداد كبيرة من دودة القز في منطقة Alès الفرنسية. عمل باستور خلال عدة سنوات ليثبت أن مسبب تلك الأمراض هو هجوم جرثومي على بيض دود القز، وأن القضاء على هذه الميكروبات سيقضي بدوره على المرض.

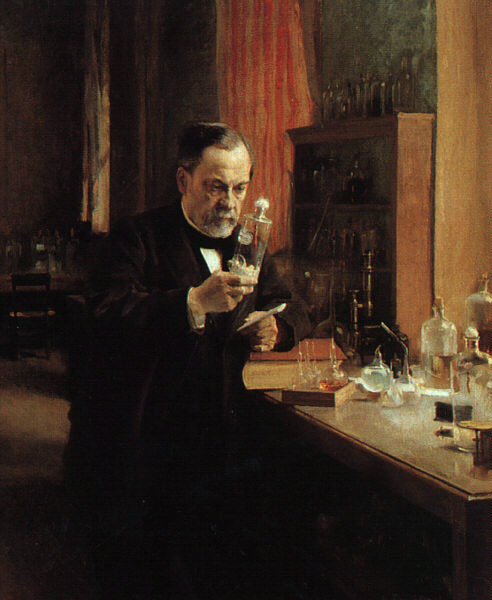
لوي باستور في معمله، للرسام ألبرت إدلفلت عام 1885.

### علم المناعة والتطعيم
اشتمل عمل باستور في وقت لاحق على مرض الكوليرا الذي يصيب الدجاج. أثناء عمله، فشل التصور بأن البكتيريا هي المسؤولة عن إصابة بعض الدواجن بهذا المرض. بإعادة استخدام دواجن ذات صحة جيدة، توصل باستور إلى أنه لا يستطيع نقل العدوى لهم، حتى مع البكتيريا الجديدة، لذا فإن البكتيريا المضعّفة أعطت مناعة للدواجن ضد المرض، على الرغم من أنها قد تسبب أعراض خفيفة فقط.
صدرت تعليمات لمساعده شارل شمبرلند (من أصل فرنسي) لتطعيم الدواجن بعد أن ذهب باستور في عطلة، ولكن فشل شمبرلند بذلك وذهب في عطلة هو الآخر. بعد عودته، أدى الاستنبات لمدة شهر إلى إعياء الدواجن، ولكن بعد ذلك تعافت تماما بدلا من أن يكون المرض قاتلا كما كان متوقعا. افترض شمبرلند أنه قد ارتكب خطأ، وأراد أن يتخلص من الاستنبات الخاطئ كما كان يبدو له عندما أوقفه باستور. استنتج باستور أن الحيوانات التي تعافت قد تكون حصلت على مناعة من هذا المرض، كما الحال مع الحيوانات في إقليم أور ولوار الفرنسي التي قد تعافت من مرض الجمرة الخبيثة. قدم باستور طلبا لاستخدام هذه الطريقة لتطعيم الماشية ضد مرض الجمرة الخبيثة مما أثار اهتماما في مكافحة أمراض أخرى.
ادعى باستور صنعه لقاحا للجمرة الخبيثة من خلال تعريض البكتيريا العصوية للأكسجين. تم الاحتفاظ بالدفاتر التي كان يستخدمها في مختبره لدى المكتبة الوطنية في باريس، في الواقع استخدم باستور في إنشاء لقاح الجمرة الخبيثة أسلوب منافسه جان جوزيف هنري توسان، وهو جراح بيطري في تولوز. تتم هذه الطريقة بأكسدة ثاني كرومات البوتاسيوم. نتج بالفعل لقاحا عن طريقة باستور للأكسدة بعد أن حصل على براءة اختراع لإنتاج لقاح الجمرة الخبيثة.
إن مفهوم اكتساب المناعة بعد التطعيم بنموذج مضعّف من الأمراض الخبيثة لم يكن جديدا، وكان يُعرف هذا المفهوم لفترة طويلة مع مرض الجدري، حيث أن التلقيح بالجدري كان يؤدي إلى تقليل الندوب وتقليص معدل الوفيات إلى حد كبير مقارنة مع المرض المكتسب طبيعيا. وقد اكتشف إدوارد جينر أيضا التطعيم، وذلك باستخدام جدري البقر لإعطاء المناعة للجدري (في 1796)، إلا أن الاختلاف عن التطعيم ضد الجدري أن التطعيم ضد الجمرة الخبيثة أو تطعيم الدواجن ضد الكوليرا يتم عن طريق شكل مضعَّف «أي تم إنتاجه بشكل اصطناعي» بدلا من الشكل المضعَّف طبيعيا.
نتج عن هذا الاكتشاف ثورة في العمل على الأمراض المعدية، وأطلق باستور اسما علميا على هذه الأمراض المضعَّفة بشكل اصطناعي وأسماها اللقاحات تكريما لاكتشاف إدوارد جينر. أنتج باستور أول لقاح لداء الكلب من خلال زراعة الفيروس في الأرانب، ومن ثم إضعافها عن طريق تجفيف الأنسجة العصبية المتضررة.

## الخلافات
بصفته بطلًا قوميًا فرنسيًا يبلغ من العمر 55 عامًا، طلب باستور من عائلته عدم الكشف عن دفاتر ملاحظاته المخبرية لأي شخص. استجابت عائلته لطلبه، وحُفظت وثائقه جميعها وورثت في الخفاء. في نهاية المطاف، تبرع حفيد باستور وآخر سليل ذكر على قيد الحياة، باستور فاليري-رادوت، بالأوراق إلى المكتبة الوطنية الفرنسية في عام 1964. على أي حال، قُيدت الدراسات التاريخية للأوراق حتى وفاة فاليري-رادوت عام 1971، ولم تُفهرس برقم حتى عام 1985.
نشر مؤرخ العلوم جيرالد إل. غايسون في عام 1995، في الذكرى المئوية لوفاة لويس باستور، تحليلًا لدفاتر ملاحظات باستور الخاصة في كتابه الذي حمل عنوان علوم لويس باستور الخاصة؛ وقال إن باستور قد نشر روايات مضللة وخادعة عدة حول أبرز اكتشافاته. كتب ماكس بيروتز دفاعًا عن باستور في نيويورك ريفيو أوف بوكس. بناءً على الفحوصات الإضافية لوثائق باستور، خلص عالم المناعة الفرنسي باتريس ديبري في كتابه لويس باستور (1998) إلى وجود بعض العيوب التي شابت عبقرية باستور. تذكر إحدى المراجعات أن ديبري «يراه أحيانًا غير عادل، وعدائيًا، ومتعجرفًا، وقميء السلوك، وجامدًا، وحتى عقائديًا».

### التخمير
درس العلماء التخمير قبل باستور؛ استخدم تشارلز كانيارد-لاتور وفريدريك تراوغوت كوتزينغ وتيودور شوان المجاهر لدراسة الخمائر في ثلاثينيات القرن التاسع عشر، وخلصوا إلى أنها كائنات حية. في عام 1839، صرح يوستوس فون ليبيغ وفريدرس فولر ويونس ياكوب بيريليوس أن الخميرة ليست كائنًا حيًا بل أُنتجت بتأثير الهواء في عصارة النبات.
أجرى أنطوان بيشامب، أستاذ الكيمياء في جامعة مونبلييه، تجارب على محاليل السكروز في عام 1855، وخلص إلى أن الماء هو عامل التخمير، لكنه غيّر استنتاجه هذا عام 1858، منوهًا بارتباط التخمير ارتباطًا مباشرًا بنمو العفن، الذي يحتاج إلى الهواء للنمو. يرى بيشامب نفسه أول من أظهر دور الكائنات الحية الدقيقة في التخمير.
بدأ باستور تجاربه في عام 1857 ونشر النتائج التي توصل إليها في عام 1858 (في عدد أبريل من دورية تقارير الكيمياء Comptes Rendus Chimie، بينما نُشر بحث بيشامب في عدد يناير). قال بيشامب إن باستور لم يقدم أي أفكار أو تجارب جديدة. من ناحية أخرى، ربما كان بيشامب على علم بأعمال باستور الأولية عام 1857. مع مطالبة كليهما بأسبقية الوصول إلى هذا الاكتشاف العلمي، استمر الخلاف الذي امتد إلى مجالات عدة طوال حياتهم.
على أي حال، يبدو أن بيشامب خسر السباق، حسبما ورد في نعي دورية ذا بي إم جيه: «ارتبط اسمه بالخلافات القديمة حول الأسبقية التي يبقى عقيمًا النقاش فيها». اقترح بيشامب النظرية الخاطئة حول الميكروزيمات. وفقًا لكي. إل. مانشستر، عمد مناهضو مشرحي الأحياء وأنصار الطب البديل إلى دعم بيشامب والميكروزيمات، مدعين بصورة غير مبررة أن باستور قد سرق أفكار بيشامب.
اعتقد باستور أن حمض السكسينيك يقلب السكروز، لكن مارسيلان بيرتيلو تمكن عام 1860 من عزل الإنفيرتاز مبينًا أن حمض السكسينيك لا يقلب السكروز. ظن باستور أن التخمير يحدث بتأثير الخلايا الحية، ودخل مع بيرتيلو في نقاش طويل حول المذهب الحيوي، الذي عارضه بيرتيلو بشدة. اكتشف هانز بوخنر أن الزيماز يحفز التخمير، مبينًا بذلك أن التخمير يُحفز بأنزيمات داخل الخلايا. اكتشف إدوارد بوخنر أيضًا أن التخمير يحدث خارج الخلايا الحية أيضًا.

### لقاح الجمرة الخبيثة
ادعى باستور علنًا نجاحه في تطوير لقاح الجمرة الخبيثة في عام 1881. على أي حال، فإن هنري توسان، المعجب الذي تحول إلى منافس، هو من طور اللقاح الأول. عزل توسان البكتيريا التي تسببت بكوليرا الدجاج (سميت لاحقًا الباستوريلة تكريمًا لباستور) عام 1879 وأعطى باستور عينات استخدمها في أعماله. قدم توسان نتائجه الناجحة إلى الأكاديمية الفرنسية للعلوم في 12 يوليو 1880، مستخدمًا لقاحًا موهنًا ضد الجمرة الخبيثة في الكلاب والأغنام. عارض باستور بسبب غيرته هذا الاكتشاف وقدم طريقة التطعيم الخاصة به في قرية بويلي-لو-فورت في 5 مايو 1881. طرح باستور بعدها سردًا مضللًا لتحضير لقاح الجمرة الخبيثة المستخدم في التجربة، زاعمًا أنه صنع «لقاحًا حيًا»، لكنه استخدم ثنائي كرومات البوتاسيوم لقتل اللقاح؛ طريقة مشابهة لطريقة توسان. كانت التجربة الترويجية ناجحة وساعدت باستور على بيع منتجاته وحصد الفوائد والمجد.

### أخلاقيات التجارب
غالبًا ما تُذكر تجارب باستور بتعارضها مع الأخلاقيات الطبية، خاصةً عند الحديث عن واقعة تطعيم الطفل مايستر. لم يملك باستور أي خبرة في الممارسة الطبية، ولا رخصة طبية؛ حقائق هددت غالبًا سمعته المهنية والشخصية. رفض شريكه الأقرب إميل رو، الحاصل على مؤهلات طبية، المشاركة في التجربة السريرية، لأنه رآها مجحفةً على الأرجح. على أي حال، طعّم باستور الطفل تحت مراقبة دقيقة من الأطباء الممارسين جاك جوزيف غرينشر، رئيس عيادة الأطفال في مستشفى الأطفال في باريس، وألفريد فولبيان، عضو لجنة داء الكلب. لم يُسمح له بحمل الحقنة، مع أن التطعيم جرى بالكامل تحت إشرافه؛ تولى غرينشر مسؤولية الحقن، ودافع عن باستور أمام الأكاديمية الوطنية الفرنسية للطب في هذه القضية.
تعرض باستور لانتقادات بسبب الحفاظ على سرية إجراءاته وعدم تنفيذ تجارب ما قبل سريرية مناسبة على الحيوانات. صرح باستور أنه أبقى إجراءاته سرية بهدف التحكم في جودتها. كشف لاحقًا عن إجراءاته لمجموعة صغيرة من العلماء. كتب باستور أنه نجح بتطعيم 50 كلبًا مصابًا بداء الكلب قبل استخدامه على مايستر، لكن دفاتر مختبر باستور تقول إنه لقح 11 كلبًا فقط، حسب أقوال غايسون.
لم تظهر على مايستر أي عرض من أعراض داء الكلب، دون إثبات أن التطعيم سبب ذلك. يقدر أحد المصادر احتمال إصابة مايستر بداء الكلب بنسبة 10%.

## الجوائز والتكريمات
حصل باستور على 1500 فرنك عام 1853 من الجمعية الصيدلانية لنجاحه في اصطناع حمض الراسيمي. منحته الجمعية الملكية في لندن ميدالية رومفورد في عام 1856 لاكتشافه طبيعة حمض الراسيمي وعلاقته بالضوء المستقطب، وميدالية كوبلي في عام 1874 لعمله في التخمير. انتخب عضوًا أجنبيًا في الجمعية الملكية (ForMemRS) عام 1869.
منحت الأكاديمية الفرنسية للعلوم باستور 1859 جائزة مونتيون للفزيولوجيا التجريبية عام 1860، وجائزة جيكر عام 1861 وجائزة ألهمبرت عام 1862 لدحضه التولد الذاتي من طريق التجربة. رغم خسارته انتخابات عامي 1857 و 1861 لعضوية الأكاديمية الفرنسية للعلوم، فاز باستور في انتخابات عام 1862 لعضوية قسم علم المعادن. انتخب سكرتيرًا دائمًا لقسم العلوم الفيزيائية بالأكاديمية عام 1887 وشغل هذا المنصب حتى عام 1889.
انتخب باستور عام 1873 لعضوية الأكاديمية الوطنية للطب وحاز على وسام الوردة البرازيلي بدرجة قائد. انتُخب عام 1881 لشغل مقعد في الأكاديمية الفرنسية تركه إميل ليتري شاغرًا. حصل باستور على وسام ألبرت من الجمعية الملكية للفنون عام 1882، وأصبح عام 1883 عضوًا أجنبيًا في الأكاديمية الملكية الهولندية للفنون والعلوم. انتُخب في عام 1885 عضوًا في الجمعية الفلسفية الأمريكية. منحه السلطان العثماني عبد الحميد الثاني النيشان المجيدي (الدرجة الأولى) في 8 يونيو 1886 إضافةً إلى 10,000 ليرة عثمانية. فاز بجائزة كاميرون للمداواة من جامعة إدنبرة عام 1889. شهد عام 1895 فوز باستور بميدالية ليفينهوك من أكاديمية هولندا الملكية للفنون والعلوم عن إسهاماته في علم الأحياء الدقيقة.
حصل باستور على وسام جوقة الشرف عام 1853، ثم رُقي إلى رتبة ضابط عام 1863، وبعدها إلى رتبة قائد عام 1868، ثم إلى رتبة قائد عظيم عام 1878، ليصل في النهاية إلى رتبة الصليب الأكبر عام 1881.

## أيامه الأخيرة ووفاته
توفي باستور في عام 1895 بالقرب من باريس جراء مضاعفات لسلسلة من السكتات الدماغية التي بدأت في عام 1868. توفي أثناء استماعه إلى قصة القديس بول دي فينسنت. دُفن في كاتدرائية نوتردام، ولكن تمت إعادة دفن رفاته في قبو معهد باستور في باريس، حيث يتذكر الناس أعماله المنقذة للحياة.

## كتب عنه
- صدر كتاب عنه بعنوان «لويس باستور وعالم الجراثيم الخفي» عن مكتبة العبيكان ضمن سلسلة علماء العباقرة عام 2004 تأليف لويز إي روبنز وتعريب الدكتور محمد خالد شاهين[41]

## وصلات خارجية
- لويس باستور على موقع الموسوعة البريطانية (الإنجليزية)
- لويس باستور على موقع إن إن دي بي (الإنجليزية)
- معهد باستور
- منظمة باستور
- Pasteur's Papers on the Germ Theory
- The Pasteur Galaxy
- Louis Pasteur featured on the 5 French Franc banknote from 1966.
- Germ Theory and Its Applications to Medicine and Surgery, 1878
- LIFE magazine's top 100 events of the millennium: Germ theory of disease and Pasteur
- Louis Pasteur (1822-1895) profile, AccessExcellence.org